# The One That I Love

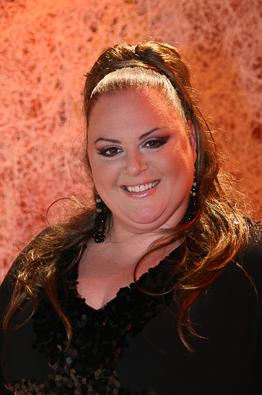
Chiara Siracusa

The One That I Love är namnet på den låt som Chiara Siracusa tävlade med för malta i Eurovision Song Contest 1998. Låten kom trea med 166 poäng.
Låten är en ballad, där jag-personen förklarar sina känslor för du-personen.
En maltesiskspråkig version, "Lilek Inħobb", spelades in också in, och tyska sångerskan Melanie Terres spelade in den på tyska, som "Der Eine für mich".
Låten startade som nummer 10 ut den kvällen, efter Tysklands Guildo Horn med "Guildo hat euch lieb!" och före Ungerns Charlie med "A holnap már nem lesz szomorú". Vid slutet av omröstningen hade den fått 165 poäng, och slutade på tredje plats. Resultatet blev Maltas nästa någonsin i Eurovision Song Contest, med fler poäng än Mary Spiteris 123 poäng 1992 med "Little Child", som också slutade på tredje plats.
Låten släpptes på singel av tyska skivbolaget Capsounds, samt på ett samlingsalbum med artister från olika länder. Den utgavs också på två andra album, under Massimo Elluls tid som Chiara Siracusas manager.